# Аносович, Андрей Борисович
Андрей Борисович Аносович (19 июня 1935, Москва — 1 июня 2022, Москва) — советский и российский авиационный инженер-конструктор, лауреат премии Правительства Российской Федерации.

## Биография
Андрей Борисович Аносович родился 19 июня 1935 года в Москве. В 1959 году окончил Московский авиационный институт и приступил к самостоятельной трудовой деятельности в Лётно-исследовательском институте (ЛИИ).
В период 1966-1972 годы в отделении № 2 ЛИИ в качестве ведущего инженера под руководством В. С. Грачёва провел лётные исследования аэродинамики нескольких вариантов крыла с острой передней кромкой (ОПК) на экспериментальном самолёте 100Л-1, который был создан совместно  ЛИИ и ОКБ им. П. О. Сухого  на базе самолёта Су-9.  В результате было показано, что применение ОПК увеличивает подъемную силу крыла, ослабляет тенденцию к сваливанию,  практически устраняет аэродинамическую тряску. Результаты работы  впоследствии были использованы при модификации самолёта МиГ-21, создании дальнего ракетоносца Т-4, сверхзвукового пассажирского самолета Ту-144. В работе также принимали активное участие лётчик-испытатель Э. П. Княгиничев и Л. Н. Осипова.
В 1974 году перешёл на работу в Лётно-испытательную и доводочную базу ОКБ имени А. И. Микояна (г. Жуковский)на должность ведущего инженера (позднее — ведущего конструктора). Принимал участие в создании истребителя-перехватчика МиГ-31, занимался разработкой на базе МиГ-25ПУ летающих лабораторий. При испытаниях первого опытного образца МиГ-31 выполнял обязанности ведущего инженера по лётным испытаниям образца и отвечал за первые самолёты установочной партии. Участвовал в усовершенствовании самолёта МиГ-31 и создании модификации МиГ-31М.
В 1992 году перешёл в головной конструкторский центр ОКБ в Москве, где прошёл все ступени служебной лестницы начиная от главного специалиста до главного конструктора.
В 2000 году был назначен главным конструктором и директором программы самолёта МиГ-31.
Андрей Борисович жил в Москве, он умер 1 июня 2022 года.

## Награды и звания
- Орден «Знак Почёта» (1982), медали[5]
- Премия Правительства Российской Федерации в области науки и техники (1998)[4]